# Bundesautobahn 143
La Bundesautobahn 143 (ou BAB 143, A143 ou Autobahn 143) est une autoroute passant par la Saxe-Anhalt. Elle mesure 22 kilomètres.